# Панамистская партия
Панамистская партия (исп. Partido Panameñista, PP) — национально-консервативная антикоммунистическая партия в Панаме, основанная 31 октября 1931 года как Национально-революционная партия (исп. Partido Nacional Revolucionario). Третья по величине в стране — 277 240 членов (ноябрь 2021). Трижды становилась правящей партией страной с момента падения военного режима в 1989 году.
До 2005 года называлась Арнульфистская партия исп. Partido Arnulfista, в честь своего основателя и многолетнего лидера, политика, врача и писателя Арнульфо Мадрида Ариаса, который трижды был президентом Панамы (1940—1941, 1949—1951 и 10 дней в октябре 1968), а также победил на выборах 1983 года, результаты которых были сфальсифицированы военной хунтой генерала Норьеги.

## Идеология
Панамистская партия традиционно опирается на «панамизм», панамский национализм, концепцию которого первым сформулировал Арнульфо Ариас. Националистический характер во многом исходит из исторического неприятия интервенционизма Соединённых Штатов в Панаму.
Со временем доктрина панамизма, сохраняя типичный для Ариаса антикоммунизм и антиимпериализм, превратилась из протекционистского национализма в консервативный национализм. После свержения военного режима Мануэля Норьеги и с появлением несовершенной двухпартийности панамисты нашли себе место среди правых политических сил, в первую очердь из-за оппозиции идеям социал-демократии и латиноамериканизма своего давнего оппонента, Революционно-демократической партии.

## Флаг
Флаг Панамистской партии разделён на три поля разных цветов:
- фиолетовый цвет означает прошлые, настоящие и будущие жертвы в борьбе за лучшую Панаму (фраза, вдохновлённая Арнульфо Ариасом);
- жёлтый цвет означает интуитивную веру мужчин, женщин и детей в наступление новой эры света, братства, мира и изобилия;
- красный цвет означает кровь, пролитую панамскими мучениками всех времен в борьбе за справедливость, независимость и демократию.

## История

### Предыстория
В 1923 году в Панаме появилось националистическое движение «Совместное действие» (исп. Acción Comunal). Оно состояло из молодых специалистов из среднего класса и выступало за новую модель панамской нации, основанную на «порядке, работе и экономике» (исп. orden, trabajo y economía), чистку правительства, прозрачность политиков и отказ от иностранного влияния, особенно с присутствием США в Панаме.
2 января 1931 года был совершен государственный переворот с участием штурмовиков «Совместного действия». Они захватили средства массовой информации, полицейские участки и президентский дворец, свергнув президента Флоренсио Армодио Аросемену. За захват президентского дворца отвечал Арнульфо Ариас Мадрид, хирург, психиатр, гинеколог и акушер, а также первый панамец, окончивший Гарвардский университет.
В ходе переворота было убито более десяти человек; и несмотря на то, что «Совместное действие» хотело, чтобы новым президентом стал Армодио Ариас Мадрид, старший брат Арнульфо Ариаса, но американский посол Рой Таско Дэвис потребовал преемственности. «Совместное действие» должно было восстановить конституционный порядок, чтобы назначенный на пост президента. Однако Верховный суд объявил выборы 1930 года неконституционными и признал законными должностных лиц, избранных в 1928 году, так что пост президента республики в конечном итоге занял вице-президент Рикардо Альфаро, которого «Совместное действие» считал близким к правительству.
Хотя «Совместное действие» не достигло своих целей и в конечном итоге распалась, оно способствовало росту панамского национализма и сделало Арнульфо Ариаса важной фигурой в панамской политике.

### Создание, взлёты и падения

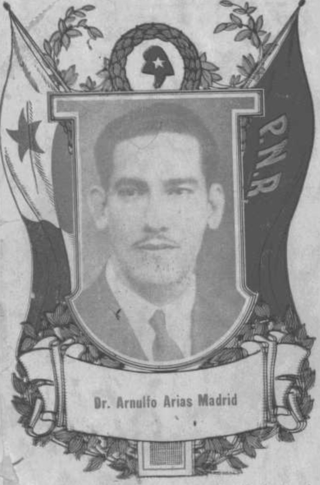
Арнульфо Ариас Мадрид — победитель президентских выборов 1940 года.

Партия была основана в 1932 году Армодио Ариасом и Эсекьелем Фернандесом под названием Национально-революционная партия. В неё вошли бывшие члены «Совместного действия», первым президентом партии стал Фернандес. В 1936 году, в первых в своей истории выборах партия участвовала в составе Национальной коалиции, в которую также вошли либералы-чиаристы и консерваторы. Президентом был избран кандидат Национальной коалиции Хуан Демостенес Аросемена Барреати, а глава Национально-революционной партии Фернандес был избран вторым вице-президентом. В Национальном собрании коалиция получила 18 мест из 32, в том числе, 9 депутатов было избрано от Национально-революционной партии.
В 1939 году новым президентом партии стал младший брат Армодио Ариаса, Арнульфо, тут же начав процесс преобразования партии и приняв панамистскую идеологию.
На выборы 1940 года партия пошла под названием Революционная партия (исп. Partido Revolucionario), вновь создав Национальную коалицию, в которую помимо либералов-чиаристов и консерваторы также вошли либеральные демократы и объединённые либералы. В итоге Арнульфо Ариас был избран президентом, набрав 97 % голосов. В своей первой администрации Ариас Мадрид отменил Конституцию 1904 года и принял новую, которая, в частности, предоставляла женщинам право голоса на выборах? создал систему социального обеспечения, основал Banco Agropecuario e Industrial, национализировал розничную торговлю, регулировал юридическую профессию, банки и торговлю, учредил Центральный эмиссионный банк и начал выпуск бумажных банкнот. Одновременно с этим его правление характеризовалось массовыми репрессиями и заключениями в тюрьмы инакомыслящих, лишение гражданских прав панамцев, не говоривших по-испански, и открытое выражение поддержки держав Оси во Второй мировой войне. Он был свергнут в результате государственного переворота в октябре 1941 года.
Для участия в выборах 1948 года Ариас создал Подлинную революционную партию (исп. Authentic Revolutionary Party), но потерпел поражение; однако в 1949 году избирательное жюри пришло к выводу, что голосование было сфальсифицировано и объявило победителем Арнульфо Ариаса, с чем согласилось Национальное собрание. Так, он смог во второй раз занять пост президента.
7 мая 1951 года Ариас добился приостановки действия конституция 1946 года, чтобы вернуть конституцию 1941 года, которая давала президенту более широкие полномочия и более длительный срок полномочий (шесть лет вместо четырех). Затем он попытался распустить Национальное собрание и Верховный суд. 9 мая парламент принял ответные меры, объявив ему импичмент и избрав новым главой государства первого вице-президента Алкивиадеса Аросемену. Ариас был схвачен и предан суду, лишён всех политических прав и отправлен в ссылку.
Вновь в активную политику Ариас вернулся в 1964 году. На президентских выборах он набрал 38 % голосов, лишь немного уступив победителю, Марко Аурелио Роблесу, а на выборах в Национальное собрание панамисты завоевали 12 мест из 42. В 1968 году он снова баллотировался в президенты как кандидат Национального союза, в который помимо панамистов также вошли республиканцы, национал-патриоты, демократы и националисты. В результате Ариас победил, набрав 55 % голосов. 1 октября он вступил в должность, сразу же потребовав возвращения зоны канала под юрисдикцию Панамы и объявив о смене руководства Национальной гвардии, но уже 11 октября 1968 года Национальная гвардия в третий раз свергла Ариаса с поста президента в результате государственного переворота. Вместе с 7 из 8 министров и 24 членами Национального собрания Ариас укрылся в зоне Панамского канала.
Ариас отправился в изгнание в Майами, чтобы организовать сопротивление военной диктатуре. Часть членов Панамистской партии и других фракций взяли в руки оружие, сформировав партизанское движение в провинциях Верагуас, Кокле и Чирики, но потерпели поражение от Национальной гвардии, которая имела материально-техническую и разведывательную поддержку армии США, расквартированной на военных базах в старой Зоне канала.

### Ренессанс во время военного режима
Когда военные разрешили Ариасу вернуться в Панаму в 1978 году, он перерегистрировал партию под названием Подлинная панамистская партия (исп. Partido Panameñista Auténtico). Для участия в выборах 1980 года панамисты сформировали коалицию Национальный оппозиционный фронт (FRENO), в который также вошли национал-либералы, христианские демократы, социал-демократы, республиканцы, националисты, независимые демократы и Аграрная рабочая партия. В выборах в Национальный законодательный совет смогли принять все зарегистрированные партии, так как они представляли угрозы для военного диктатора Омара Торрихоса, поскольку партии боролись только за 19 из 57 мест в законодательном органе. Остальных депутатов были назначены муниципальными представителями, по сути, сторонниками Торрихоса.
В 1984 году Арнульфо Ариас вновь баллотировался в президенты, но проиграл из-за фальсификаций в пользу кандидата Революционно-демократической партии (PRD), близкой к военному режиму. На выборах в парламент Альянс демократической оппозиции, в который входили подлинные панамисты, христианские демократы и либеральные националисты, завоевал 22 места из 67.
Несмотря на свой возраст Ариас планировал участвоватьв президентских выборах 1989 года, чему способствовали растущие протесты против диктатуры генерала Мануэля Антонио Норьеги, организованные Гражданским крестовым походом (исп. Cruzada Civilista), но скончался в 1988 году. Воспользовавшись смертью лидера, Хильдебрандо Никосия и Гаспар «Тоти» Суарес с одобрения военных захватили контроль над партией, пытаясь расколоть оппозицию, но большинство членов и сторонников партии не присоединились к Демократическому альянсу гражданской оппозиции. В результате, в президентских выборах участвовали сразу два панамиста, официальный кандидат партии Хильдебрандо Никосия и юрист Гильермо Эндара, который и стал победителем, получив более 79 % голосов.
Генерал Норьега аннулировал выборы, сославшись на «иностранное вмешательство», что спровоцировало военное вторжение США, привело к падению правительство Норьеги, просуществовавшее восемь лет, и восстановило демократическое правительство, а Эндара стал новым президентом страны.

### Партия арнульфистов: правительства Эндары и Москосо

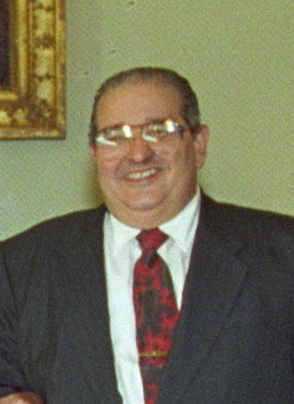
Гильермо Эндара, лидер панамистов и президент Панамы (1989—1994).

В 1991 году Гильермо Эндара и Мирейя Москосо, вдова Арнульфо Ариаса, воссоздали партию под названием Арнульфистская партия (исп. Partido Arnulfistall), объединив цивилистские и панамистские силы, которые их поддерживали в последние годы; Москосо стала президентом партии. В декабре 1992 года христианские демократы покинули правящую коалицию, но многие из её членов перешли к арнульфистам, которые вскоре стали второй по величине партией в стране после Революционно-демократической.
Во время правления Эндары улучшилось состояние экономики (в 1989 году из-за экономического кризиса ВВП упал на 7,5 %, а уже в 1992 году ВВП вырос на 8 %), были восстановлены демократические институты, упразднена армия (Панама — вторая страна в Латинской Америке, сделавшая это), проведена конституционная реформа, в результате которой были созданы Администрация Панамского канала и Администрация Межокеанского региона, и в конечном итоге ему пришлось восстанавливать инфраструктуру страну, пострадавшую из-за вторжения США.
На выборах 1994 года Мирейя Москосо баллотировалась в президенты как кандидат партии арнульфистов, но из-за разделения цивилистов на панамистов-либералов, национал-либералов и левых, не принадлежащих к торрихистам (Рубен Блейдс), проиграла выборы с небольшим отрывом Эрнесто Пересу Бальядаресу из PRD.)
В 1999 году Москосо снова баллотировалась и на этот раз вышла победителем, набрав 42 % голосов, несмотря на разделение между консервативными (арнульфисты и национал-либералы) и неприсоединившимися панамистскими фракциями («кузнечики»), неоцивилистами (Цивилистское обновление) и христианскими демократами, кандидатом от которых был панамист Альберто Вальярино. Москосо на этих выборах поддержала партия «Демократические перемены», бывшие сателлиты Революционно-демократической партии. Правительство Москосо уделяло особое внимание развитию сельских районов, также был построен Мост Столетия, ставший основным мостом через Панамский канал, однако постоянные скандалы, связанные с коррупцией и кумовством, подорвали стабильность партии.
Перед выбораами 2004 года арнульфисты пережили значительный раскол, так как Гильермо Эндара, имевший плохие отношения с Москосо, решил выйти из партии и при поддержке партии «Солидарность» создал новую цивилистскую фракцию, разделив панамистское движение на два. В результате на выборах друг другу противостояли экс-президент Гильермо Эндара и консервативная фракция панамистов, кандидатом которой был экс-министр иностранных дел Хосе Мигель Алеман. Возможно, чтот этот раскол позволил революционным демократам победить и вернуться к власти.

### Упадок партии

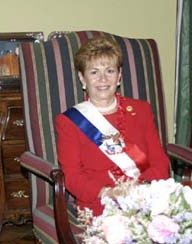
Мирейя Москосо, лидер Арнульфистской партии до 2005 и президент Панамы в 1999—2004 годах.

После поражения на выборах 2004 года партия подверглась реструктуризации, переименовав себя в Панамистскую партию. Эндара отмежевался от «Солидарности», но не вернулся к панамизму, а основал собственную партию, «Моральный авангард Отечества», однако прежняя поддержка Эндары исчезла: одни его сторонники вернулись в обновлённую Панамистскую партию, а другие присоединились к «Демократическим переменам».
Партия панамистов осталась под руководством Мирейи Москосо, которая стала лидером партии на внутренних выборах, победив в союзе с депутатом Марко Амельо, занявшим пост первого вице-президента. Несколько месяцев спустя, в марте 2005 года, Москосо официально ушла в отставку, временно поручив Амелио процесс реструктуризации.
Были назначены новые внутренние выборы, на которых сошлись четыре кандидата: Марко Амельо, адвокат Хосе Исабель Бландон Фигероа, дипломат Армодио Ариас Херьяк (племянник Арнульфо Ариаса Мадрида) и бизнесмен Хуан Карлос Варела. В мае 2006 года Варела победил на внутрипартийных выборах, возглавив партию.

### Выборы 2009 года: правительство Мартинелли
Когда Варела возглавил Панамистскую партию, начался процесс смены поколений, в результате которого главные руководящие должности заняли молодые политики в возрасте около 30 лет. В 2008 году в преддверии выборов 2009 года, были проведены внутрипартийные праймериз для выбора кандидата партии в президенты, в которых участвовали семь кандидатов. В результате, победителем стал Хуан Карлос Варела, набрав 54,96 % голосов против 35,27 % у Альберто Вальярино и 3,37 % у Марко Амельо.
Первоначально Варела собирался баллотироваться в президенты, но растущая популярность лидера партии «Демократические перемены» Рикардо Мартинелли, которого поддержала Молирена, традиционный союзник панамистов, заставила его уступить. В январе 2009 года было объявлено, что Варела будет баллотироваться в вице-президенты в паре с Мартинелли. Впервые в истории партии панамистам пришлось довольствоваться тем, что они были вторыми в союзе. Однако, когда все оппозиционные силы объединились (кроме Эндары), Мартинелли с большим отрывом победил кандидата от Революционно-демократической партии Бальбину Эрреру.
После того, как Мартинелли пришел к власти в июле 2009 года, Панамистская партия стала правящей в союзе с «Демократическими переменами», Патриотическим союзом и Молиреной; Варела взял на себя роль вице-президента и канцлера, также панамистам достались ещё несколько должностей, так Альберто Вальярино стал министром экономики. Кроме того, были реализованы некоторые планы социального характера, предложенные панамистами, такие как премия для пожилых людей без выхода на пенсию (Plan «100 a los 70»).
В июле 2011 года Варела сумел переизбраться на пост президента Панамистской партии без какой-либо оппозиции.
Однако институциональные проблемы, коррупция и массовый переход депутатов панамистов и PRD в «Демократические перемены» поколебали проправительственный союз, сделав панамистов более критически настроенными по отношению к правительству. Союз развалился в августе 2011 года, когда президент уволил Варелу с поста министра иностранных дел, что привело к уходу панамистов из правительства Мартинелли. В январе 2012 года партия панамистов понесла новые потери в связи с вынужденной отставкой мэра округа Панама Боско Вальярино; переход многих депутатов-панамистов в «Демократические перемены» и кампания в СМИ, спровоцированная правительством, в которой самому Варела, несмотря на то, что он был вице-президентом, препятствовали в правительственном аппарате, поставили партию в сомнительное положение относительно лидерства Варелы.

### Выборы 2014 года: правительство Варелы

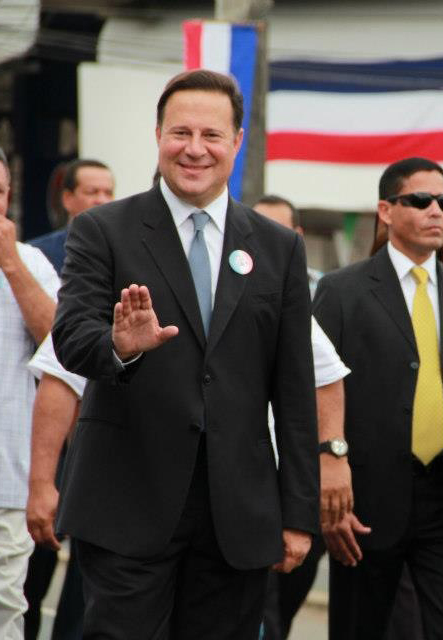
Хуан Карлос Варела, лидер Панамистской партии (2006—2019), вице-президент (2009—2014) и президент Панамы (2014—2019).

17 марта 2013 года были проведены новые первичные выборы для определения кандидата в президенты на всеобщих выборах 2014 года. Было выдвинуто пять кандидатов, из которых только два были известны: Хуан Карлос Варела и Луис Барриа Москосо, племянник Мирейи Москосо; однако Барриа отказался от участия в голосовании. В результате Варела победил, набрав более 99 % голосов при явке всего 35 % зарегистрированных членов партии.
Несмотря на победу Варелы, диссидентская группа во главе с Мирейей Москосо, которая всё ещё сохраняла некоторое влияние внутри партии, и Арнульфо Ариасом Оливаресом, внуком бывшего президента Арнульфо Ариаса Мадрида, потребовали отставки только что переизбранного Варелы с поста главы партии.
В отличие от 2009 года, Варела продолжил свою президентскую кампанию до конца, хотя ему и пришлось столкнуться с двумя кандидатами, у которых, согласно опросам общественного мнения, были лучшие перспективы: экономист и предприниматель Хосе Доминго Ариас от «Демократических перемен» и Молирены, и предприниматель и эколог Хуан Карлос Наварро из оппозиционной PRD. Панамисты объединил свои силы с христианско-демократической Народной партией и с независимыми, которые продвигали кандидатуру дипломата Исабель Сен Мало в качестве напарника Варелы.
Социологи прогнозировали, что кандидату панамистов третье место, чему способствовали постоянные нападки со стороны президента Мартинелли и членов «Демократических перемен», а также действия внутрипартийной оппозиции во главе с Москосо и Ариасом Оливаресом, которые публично спонсировали голосование за Хосе Доминго Ариаса. Несмотря на всё это, 4 мая 2014 года Варела одержал победу на президентских выборах, набрав 39 % голосов, получив много голосов от независимых. Так же партия выиграла пост мэра округа Панама; однако на уровне депутатов она оказалась в меньшинстве: всего 12 мест из 71 плюс один от её союзника Народной партии. Панамистская партия и не менее дюжины её кандидатов в депутаты оспорили избрание ряда депутатов от «Демократических перемен», получив в этом поддержку ряда кандидатов от Революционно-демократической партии, которые сделали то же самое. В 11 случаях Избирательный трибунал встал на сторону панамистов, которым таким об удалось подняться с 12 до 16 депутатов. Из-за своей малочисленности партии пришлось вести переговоры с PRD о совместной деятельности в парламенте.
1 июля 2014 года Хуан Карлос Варела стал новым президентом Панамы, сменив на этом посту Рикардо Мартинелли. Среди его обещаний были обеспечение всех панамцев питьевой водой и современными туалетами, контроль цен на 22 основных продукта семейной корзины, введение английского языка во всех государственных школах страны и продолжение панамского метро.

### Выборы 2019 года: поражение и обновление
Конституция Панамы не позволяет президенту переизбираться непосредственно после истечения первого срока полномочий, поэтому 28 октября 2018 года Панамистская партия провела праймериз, чтобы избрать кандидата в президенты на всеобщих выборах 2019 года. Победил Хосе Исабель Бландон Фигероа, тогдашний мэр Панама-Сити, набрав 57 % голосов против 38 % Марио Этчелеку, министра жилищного строительства во время правления Хуана Карлоса Варелы. В праймериз приняли участие 49 % зарегистрированных членов партии.
На всеобщих выборах 2019 года Хосе Бландон даже при поддержке Народной партии с трудом набрал 11,8 % голосов, заняв лишь четвёртое место в президентской гонке. Этот результат стал худшим в истории партии. По итогам парламентских выборов панамисты потеряли половину своего представительства в Национальном собрании, сумев завоевать только 8 мандатов. Кроме того, панамисты потерялb мэрию Панама-Сити, которая перешла в руки Революционно-демократической партии и её кандидата Хосе Луиса Фабреги.
Временным президентом Панамистской партии в 2019 году стал Хосе Бландон, который запустил процесс обновления партии, в частности, были внесены значительные изменения в устав партии.

## Результаты выборов

### Президентские выборы
| Год  | Кандидат                           | Голоса  | %     | Результат | Прим. |
| ---- | ---------------------------------- | ------- | ----- | --------- | --- |
| 1936 | Хуан Демостенес Аросемена Барреати | 41 747  | 46,91 | Избран    | В составе Национальной коалиции                                                                                              |
| 1940 | Арнульфо Ариас Мадрид              | 107 750 | 97,27 | Избран    | В составе Национальной коалиции                                                                                              |
| 1948 | Арнульфо Ариас Мадрид              | 71 897  | 36,25 | Проиграл  | Как кандидат Подлинной революционной партии                                                                                  |
| 1964 | Арнульфо Ариас Мадрид              | 119 201 | 37,82 | Проиграл  | Как кандидат Панамистской партии                                                                                             |
| 1968 | Арнульфо Ариас Мадрид              | 175 432 | 54,70 | Избран    | В составе Национального союза                                                                                                |
| 1984 | Арнульфо Ариас Мадрид              | 299,035 | 46,71 | Проиграл  | В составе Альянса демократической оппозиции                                                                                  |
| 1989 | Гильермо Эндара                    | 463 388 | 71,18 | Избран    | В составе Демократического альянса гражданской оппозиции. Неофициальный кандидат, которого поддержало большинство панамистов |
| 1989 | Хильдебрандо Никосия Перес         | 2750    | 0,42  | Проиграл  | Официальный кандидат Подлинной панамистской партии                                                                           |
| 1994 | Мирейя Москосо                     | 310 372 | 29,09 | Проиграла | В составе Демократического альянса. Как кандидат Арнульфистской партии                                                       |
| 1999 | Мирейя Москосо                     | 571 058 | 44,81 | Избрана   | В составе Союза за Панаму. Как кандидат Арнульфистской партии                                                                |
| 2004 | Хосе Мигель Алеман                 | 245,568 | 16,39 | Проиграл  | В составе коалиции «Видение страны»                                                                                          |
| 2009 | Рикардо Мартинелли                 | 936 644 | 60,11 | Избран    | Хуан Карлос Варела баллотировался в вице-президенты в паре с Мартинелли                                                      |
| 2014 | Хуан Карлос Варела                 | 724 762 | 39,09 | Избран    | |
| 2019 | Хосе Исабель Бландон Фигероа       | 212 931 | 10,84 | Проиграл  | В составе |

### Парламентские выборы
| Год  | Голосов | %     | Мест     | ±     | Прим.                                                                              |
| ---- | ------- | ----- | -------- | ----- | ---------------------------------------------------------------------------------- |
| 1936 | н/д     | н/д   | 9 из 32  | дебют | Как Национально-революционная партия в составе Национальной коалиции               |
| 1940 | н/д     | н/д   | 17 из 32 | ▲8    | Как Национально-революционная партия в составе Национальной коалиции               |
| 1945 | 20 833  | 19,60 | 10 из 46 | ▼7    | Как Национально-революционная партия                                               |
| 1948 | н/д     | н/д   | 12 из 42 | ▲2    | Как Подлинная революционная партия                                                 |
| 1964 | н/д     | н/д   | 12 из 41 | ▬0    |                                                                                    |
| 1968 | н/д     | н/д   | 34 из 42 | н/д   | Как Панамистская партия в составе Национального союза                              |
| 1984 | 124 562 | 20,44 | 13 из 67 | н/д   | Как Подлинная панамистская партия в составе Альянса демократической оппозиции      |
| 1989 | н/д     | н/д   | 6 из 67  | н/д   | Как Арнульфистская партия в составе Демократического альянса гражданской оппозиции |
| 1994 | 150 217 | 14,53 | 14 из 72 | ▲8    | Как Арнульфистская партия в составе Демократического альянса                       |
| 1999 | 266 030 | 21,64 | 18 из 71 | ▲4    | Как Арнульфистская партия в составе Союза за Панаму                                |
| 2004 | 279 560 | 19,24 | 17 из 78 | ▼1    | Как Арнульфистская партия в составе коалиции «Видение страны»                      |
| 2009 | 334 282 | 22,22 | 22 из 71 | ▲5    | Как Панамистская партия в составе Альянса за перемены                              |
| 2014 | 343 880 | 20,22 | 12 из 71 | ▼10   |                                                                                    |
| 2019 | 312 635 | 17,30 | 8 из 71  | ▼4    |                                                                                    |

1. ↑  Указано общее количество депутатов, избранных от Национального союза